# Теммі Клеланд
Теммі Клеланд (англ. Tammy Cleland, 26 жовтня 1975) — американська синхронна плавчиня.
Олімпійська чемпіонка 1996 року.
Чемпіонка світу з водних видів спорту 1994 року.